# Majid Khan
Majid Khan (né en février 1980) est un Pakistanais détenu et torturé par la CIA dans la base de Guantánamo en tant que « combattant ennemi » (numéro d'internement 1020 (en)). Parmi tous les détenus extra-judiciaires de Guantánamo, il est le seul qui était titulaire d'un titre de séjour aux États-Unis. En novembre 2021, il est condamné à 26 ans de prison. Il pourrait être libéré en 2022.
Khan fait les gros titres de la presse en février 2012 après avoir accepté de plaider coupable devant les commissions militaires instaurées par l'administration George W. Bush pour juger en dehors du système judiciaire fédéral les détenus extra-judiciaires.
Alors âgé de 23 ans, Khan est capturé fin 2003 au Pakistan, par les autorités pakistanaises, à la suite d'un voyage au pays. Il est remis aux autorités américaines, qui le transférèrent à Guantánamo après une détention dans les centres secrets de la CIA (black sites). Soumis à la torture (comme cela est confirmé par une enquête du Sénat), il est pris en charge par le Centre des droits constitutionnels (en), qui dépose une motion d'habeas corpus en son nom. Celle-ci est refusée. Les autorités américaines accusent Khan d'avoir été sensibilisé à l'islamisme à Baltimore, via des cercles intérieurs à l'Islamic Society of Baltimore. Lors de son séjour au Pakistan, il serait entré en contact avec des membres de sa famille eux-mêmes liés, selon Washington, à Al-Qaïda. Selon ses déclarations faites dans le cadre de procédure de plaider-coupable, il aurait alors rencontré à plusieurs reprises, dans la rue, Khalid Sheik Mohammed, l'auto-proclamé « cerveau » des attentats du 11 septembre 2001, et discuté avec lui de certains projets illégaux.

## Biographie
La famille de Majid Khan s'installa en 1996 à Baltimore (Maryland), ville dans laquelle Majid fit ses études, au Owings Mills High School (en). Son père était propriétaire d'une station d'essence, dans laquelle Majid travaillait parallèlement à ses études. En 1998, un an avant d'obtenir son bac, Majid obtint l'asile politique. Intégré dans la société, Majid écoutait du hip-hop, jouait aux jeux vidéo. Musulman pratiquant, il se rendait de temps à autre à la mosquée et enseignait bénévolement l'informatique pour des jeunes à l'Islamic Society of Baltimore.

### La boîte postale
Majid retourna au Pakistan en 2002, où il se maria, avant de revenir aux États-Unis où il travaillait en tant qu'informaticien pour l'administration du Maryland. Fin décembre 2002, la neurologue pakistanaise Aafia Siddiqui, issue d'une famille importante de Karachi et diplômée du MIT, se serait rendue aux États-Unis où elle aurait ouvert une boîte postale au nom de Majid Khan, qu'elle aurait désignée, à tort, comme son mari. En 2005, Uzair Paracha (en), un Pakistanais résidant légalement à New York, arrêté en mars 2003 par le FBI, fut condamné à 30 ans de prison et incarcéré dans la prison de sécurité maximum ADX Florence, pour s'être fait passer pour Majid Khan et pour avoir introduit en contrebande des documents de voyage (passeports) aux États-Unis (l'inculpation juridique précise était de soutien matériel au terrorisme). Les autorités accusèrent Paracha de détenir la clé de la boîte postale ouverte par Aafia Siddiqui au nom de Majid Khan. Paracha affirma avoir avoué sous la contrainte, et demanda que Khan témoignât à son procès. Ceci fut refusé par le juge; on savait alors que Khan était détenu par les autorités américaines, mais son lieu de détention n'avait pas été rendu public. Le père de Paracha lui-même, Saifullah Paracha (en), était détenu à Guantanamo. On communiqua cependant au tribunal un enregistrement de Khan dans lequel ce dernier affirmait que ni le père, ni le fils n'avaient aidé en connaissance de cause Al-Qaïda.

### Retour au Pakistan et arrestation
Majid Khan retourna une nouvelle fois au Pakistan en mars 2003, où il fut séquestré à Karachi, le 5 mars 2003, avec son frère, sa belle-sœur et leur bébé, âgé d'un mois, par les autorités pakistanaises . Détenu-disparu, Khan fut transféré aux autorités américaines tandis que sa belle-sœur et son bébé étaient libérés au bout d'une semaine et son frère au bout d'un mois . Les autorités pakistanaises intimidèrent sa famille pour le dissuader de parler publiquement de leur frère disparu. De retour aux États-Unis, le frère de Khan collabora avec les autorités américaines, étant entendu des centaines de fois par le FBI.
Le 6 septembre 2006, soit trois ans plus tard, le président George W. Bush informa lors d'un discours à la nation que Khan, jusqu'alors « détenu fantôme », avait été transféré à Guantanamo où il était détenu avec 13 autres détenus « d'importance » (high value) et où il serait jugé par une commission militaire en vertu du Military Commissions Act de 2006. Son dossier juridique ultérieur affirme qu'il fut transféré à Guantanamo le 6 septembre 2006.
Le 5 octobre 2006, avant que le Military Commissions Act ne soit signé par le président des États-Unis, le Centre des droits constitutionnels (en) (CCR) déposa une demande d'habeas corpus en son nom (Khan c. Bush) devant la United States District Court de Columbia. Cependant, le Military Commissions Act conduisait à écarter toutes les demandes d'habeas corpus formées pour les détenus extra-judiciaires des États-Unis. Les autorités refusèrent au CCR le droit de s'entretenir avec Majid Khan, affirmant que ce dernier « pourrait être entré en possession » d'information classifiée lors de sa détention dans les prisons secrètes de la CIA . Selon le CCR, l'administration George W. Bush voulait alors maintenir secrète l'existence de ces centres clandestins de détention, ainsi que l'usage de la torture lors des interrogatoires. Le CCR répliqua le 3 novembre 2006 au gouvernement en soulignant qu'il y avait des moyens juridiques pour permettre l'accès à de l'information classifiée aux tribunaux fédéraux sans que celle-ci ne soit dévoilée au public. Environ six mois plus tard, le 6 avril 2007, le CCR publia un témoignage du père de Khan, qui affirmait que Majid avait été torturé par les autorités américaines lors de sa détention arbitraire au Pakistan.
Le 15 mai 2007, le gouvernement rendit public le résultat du Combatant Status Review Tribunal (en) (procédure exorbitante du droit commun dans laquelle l'armée américaine examinait la légitimité des qualifications de « combattant ennemi ») concernant Majid. Dans ces comptes-rendus d'auditions, plusieurs témoins détenus à Guantanamo écartaient les charges portées contre Majid Khan par l'armée, tandis que ce dernier déclarait avoir été contraint aux aveux sous la torture, niait toute inculpation et se déclarait volontaire au détecteur de mensonge.
Par la suite, le CCR accusa l'administration Bush d'avoir soumis Majid Khan à la torture, indiquant par ailleurs que celui-ci avait effectué une grève de la faim à Guantanamo afin d'obtenir le droit de consulter son avocat, de protester contre l'isolement carcéral et d'obtenir un abonnement au Washington Post. Il ajouta que le détenu souffrait de syndrome post-traumatique. Les États-Unis, quant à eux, continuaient à nier toute utilisation de la torture.
En janvier 2008, la presse (dont la BBC) rendit publique des lettres entre Khan et sa famille, écrites en décembre 2007 et transmises par le Comité international de la Croix rouge. Khan avait été le premier des 14 « détenus d'importance » de Guantanamo à obtenir ce droit à la correspondance de la part des autorités. Le 13 mars 2008, la CIA accepta la déclassification de documents, dont des passages entiers avaient été effacés, dans lesquels Khan décrivait les procédures de torture auxquelles il avait été soumis.
En 2008, la Cour suprême jugea dans Boumediene contre Bush que les détenus de Guantanamo avaient droit à contester leur détention devant le système judiciaire fédéral.

### Procédure de plaider coupable
En février 2012, Khan accepta de plaider coupable devant les commissions militaires de Guantanamo, affirmant avoir rencontré plusieurs fois Khalid Sheik Mohammed, l'auto-proclamé « cerveau » des attentats du 11 septembre 2001, dans la rue à Karachi, en 2002, et d'avoir discuté avec lui de plusieurs opérations, dont un possible attentat-suicide contre Pervez Musharraf, alors président du Pakistan. Selon le lieutenant-colonel chargé du conseil du détenu, Khan pourrait être condamné à 19 ans de prison en vertu de ce plaider-coupable. En théorie, il échapperait ainsi à une sentence à la perpétuité ; cependant, les circonstances de ses aveux, et notamment les accusations selon lesquelles ils ont été effectués sous la torture, rendent de fait très improbable toute condamnation par le système judiciaire fédéral, lequel ne peut admettre en tant que preuve de tels aveux. Le plaider-coupable permettrait ainsi à Khan d'échapper à une détention extra-judiciaire prolongée, dans la mesure où le Congrès se refuse à ce que les détenus de Guantanamo soient jugés devant des juridictions civiles qui pourraient libérer les inculpés en raison de l'illégitimité des preuves à leur encontre. Jusqu'alors, Ahmed Khalfan Gailani est le seul détenu extra-judiciaire de Guantanamo à avoir été transféré devant une juridiction fédérale.

### Procès
Pendant son procès en octobre 2021, il décrit les tortures subies pendant trois années. Il décrit comment il a été battu, suspendu par des chaînes pendant plusieurs jours d’affilée, affamé, agressé sexuellement et soumis à des noyades simulées, nourri de force par une sonde anale lorsqu’il était en grève de la faim, et comment il a menti pour que les violences s'arrêtent. Son témoignage est confirmé par une enquête du Sénat américain sur l’usage de la torture par la CIA après les attentats du 11 septembre 2001.
Sept militaires américains membres du jury dénoncent ce traitement comme « une tache sur la fibre morale de l’Amérique » et appellent à la clémence,.

« M. Khan a été soumis à des abus physiques et psychologiques bien au-delà des techniques d’interrogatoire renforcées approuvées (...) Ces mauvais traitements n’ont eu aucune valeur pratique en termes de renseignements ou de tout autre avantage tangible pour les intérêts américains (...) Aujourd’hui, à l’âge de 41 ans, il a des remords et ne représente plus une menace extrémiste. »

Il est condamné à 26 ans de prison, mais compte tenu d’un accord passé avec le juge lorsqu’il a plaidé coupable, il pourrait être libéré en 2022.

## Homonymie
- (en) Majid Khan, un village en Iran
- (en) Majid Khan, un joueur de cricket pakistanais
- (en) Majid Khan (né en 1989), un joueur de cricket pakistanais